# الساندرو الساندری
الساندرو الساندری (انگلیسی: Alessandro Alessandrì؛ زادهٔ ۳۰ اوت ۱۹۷۹) بازیکن فوتبال اهل ایتالیا است.
از باشگاه‌هایی که در آن بازی کرده‌است می‌توان به باشگاه فوتبال اینتر میلان اشاره کرد.
وی همچنین در تیم ملی فوتبال Italy U15 بازی کرده‌است.